# 托馬斯街33號

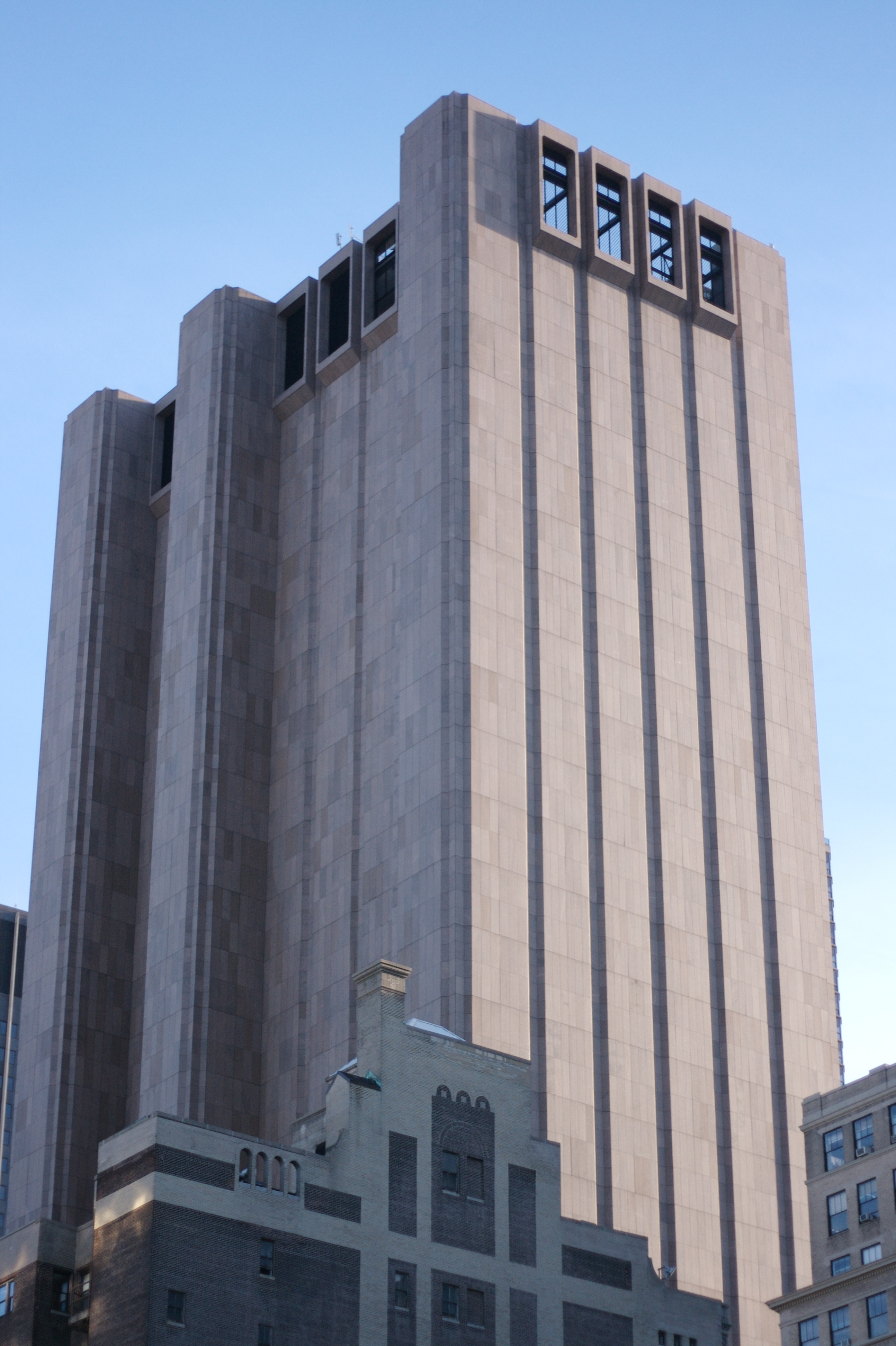

托馬斯街33號（33 Thomas Street）是美國紐約市的一棟高550-英尺（170-）的無窗摩天大樓。位於曼哈頓下城的翠貝卡地區。這棟建築的外觀是粗野主義風格。這棟建築的工程開始於1969年，竣工於1974年。
其沒有窗戶的設計令它成為全紐約其中一棟最神秘的建築物。由於甚少有人進出此大樓，其作用一直都鮮為人知。實際上它曾經是AT&T公司的機樓，樓內都是滿滿的伺服器，作電話轉接之用。
亦有人認為該建築是美國國家安全局的大規模監控設施。